# Gia nhân tử
Gia nhân tử (chữ Hán: 家人子) là một cách gọi phi tần, cung nữ không có phẩm cấp thời nhà Hán, ngoài ra là danh xưng các thê thiếp của Chư hầu vương và các Hoàng tôn.
Khái niệm ["Gia nhân tử"] của nhà Hán gần tương đồng với Đáp ứng của nhà Minh hay Quan nữ tử của nhà Thanh, chỉ khác nhau về cách gọi.

## Khái niệm
Cụm từ "Gia nhân tử", nguyên nghĩa là Lương gia tử nữ (良家子女; con gái nhà lương thiện), vì theo quy chế nội cung nhà Hán, tuyển cung nữ đều phải tuyển con nhà đàng hoàng, giống như Bát kỳ tuyển tú của nhà Thanh. Triều Hán thường có lệ Bát nguyệt Toán nhân (八月筭人), tức Hoàng đế phái Trung đại phu, Dịch đình lệnh và Tương công (相工; người xem tướng) vào dân gian tuyển con gái nhà lành, chỉ cần dung mạo tốt, tuổi từ 13 đến 20 thì đưa vào Nội đình. 
Sau khi đưa vào cung, Gia nhân tử nào có khả năng hầu hạ tốt đều được đưa lên hầu Hoàng đế, đôi khi lại được ban cho Hoàng tử hay Hoàng thân khác, do vậy luôn yêu cầu phải có trí tuệ và hiền thục là trên hết. Trong cung, Gia nhân tử phân ra hai cấp là Thượng gia nhân tử (上家人子) và Trung gia nhân tử (中家人子), đều được phân bổng lộc cố định là lương thực. 
Gia nhân tử không theo hầu Hoàng đế, Hoàng tử hay Hoàng thân thì có thể trở thành nữ quan cao cấp. Trường hợp được Hoàng đế sủng hạnh thì tương lai có thể làm phi tần, thậm chí trở thành Hoàng hậu. Đối với các gia nhân tử được sủng hạnh nhưng mãi không sách phong, theo lẽ thì không phải làm việc nặng như một cung nữ nhưng không được xem là tần phi chính thức, thường bị bạc đãi hoặc xem thường. 
Theo thường lệ, các Gia nhân tử sau khi được sủng hạnh đều được giữ lại Dịch đình (掖庭), ban một vài cung nữ, thái giám theo hầu hạ. Khi không có phong hiệu chính thức như Phu nhân hoặc Mỹ nhân, các vị này sẽ được gọi họ kèm theo "Cơ" (姬; xuất phát từ "Cơ thiếp"), ví dụ như Đậu cơ, Vệ cơ...

## Các trường hợp nổi tiếng
- Hiếu Văn Hoàng hậu Đậu Y Phòng là trường hợp "Gia nhân tử" gả cho Vương gia. Ban đầu bà vào cung làm cung nữ cho Lã thái hậu[9]. Sau Thái hậu ban Đậu thị và một số người khác đến nước Đại làm thiếp cho Đại vương Lưu Hằng, tức Hán Văn Đế[10]. Sau khi Hán Văn Đế đăng cơ, phong con trai Đậu thị là Lưu Khải làm Thái tử, bà "mẫu bằng tử quý" được sách lập Hoàng hậu.
- Hiếu Tư Hoàng hậu Vệ Tử Phu là trường hợp "Gia nhân tử" được Hoàng đế sủng hạnh. Vốn là ca nữ trong phủ Bình Dương Công chúa, bà được Hán Vũ Đế để mắt, ân hạnh[11][12] rồi mang về cung[13]. Tuy nhiên suốt một năm Vũ Đế bỏ mặc bà vô sủng, mãi đến khi bà xin xuất cung, Vũ Đế mới nhớ ra và cho giữ lại[14]. Từ đó đắc sủng, sinh 3 Công chúa và Hoàng tử Lưu Cứ. Cuối cùng Vũ Đế phế truất Trần hoàng hậu để sách lập Vệ thị làm Kế hậu[15][16][17].
- Hiếu Nguyên hậu Vương Chính Quân lại là trường hợp "Gia nhân tử" trong hậu cung Hán Tuyên Đế, sau được ban làm Đễ thiếp của Thái tử Lưu Thích, tức Hán Nguyên Đế[18][19]. Vì sinh Trưởng tôn Lưu Ngao, bà có thân phận tôn quý nhất trong số các phi tần ở Đông cung[20][21]. Sau khi Hán Nguyên Đế đăng cơ liền lập bà làm Hoàng hậu.